# Joakim Vujić
Joakim Vujić (en serbe cyrillique Јоаким Вујић), né le 9 septembre 1772 à Baja et mort le 20 novembre 1847 à Belgrade, était un écrivain, un dramaturge et un traducteur serbe. Il est considéré comme le « Père du Théâtre serbe ».

## Biographie
Joakim Vujić naquit à Baja en Hongrie. Cette ville, située sur la rive du Danube, avait obtenu de l'empereur Léopold le titre de ville serbe en 1696. Le futur écrivain y fit ses premières études, qu'il poursuivit ensuite à Novi Sad, Kalocsa et Bratislava. Son modèle était Dositej Obradović et sa pensée était imprégné de l'esprit des Lumières.
Après ses études, Joakim Vujić devint professeur et, polyglotte, il enseigna principalement les langues étrangères. Outre des rudiments d'hébreu, il connaissait le latin, le grec mais aussi l'italien, l'allemand, le français, l'anglais et le hongrois, ce qui lui permit d'effectuer de nombreuses traductions. En 1805, il fit paraître la première grammaire française rédigée en serbe.
Il était lui-même écrivain et se servait d'une langue serbe proche de celle du peuple. Il rédigea ainsi quelques livres de voyages, dont un important Voyages en Serbie (Putešestvija po Srbiji, 1828). Son autobiographie (Ma vie) est également rédigée dans cette forme du récit de voyage.
Mais Vujić est surtout connu pour ses œuvres dramatiques et le rôle qu'il joua dans le développement du théâtre serbe. Le 24 août 1813, il organisa au théâtre Rondella de Budapest, la première représentation théâtrale en serbe et, jusqu'en 1839, il monta de nombreuses pièces de théâtre en serbe dans les villes d'Autriche-Hongrie. À l'automne 1834, à la demande du prince Miloš Obrenović, il participa à la fondation du Théâtre de cour serbe (Knjazesko Srbski Teatar) de Kragujevac, ville qui était alors la capitale de la principauté de Serbie,. Vujić en fut le directeur de 1834 à 1836.
Il termina sa carrière d'homme de théâtre en 1839, en mettant en scène Kir Janja la célèbre comédie de Jovan Sterija Popović.

## Postérité
Jusqu'en 2007, le théâtre de Kragujevac a porté son nom (Teatar Joakim Vujić). Chaque année, ce théâtre organise deux festivals de théâtres, le JoakimFest, destiné à mettre en avant des scènes et des textes nationaux de Serbie, et le JoakimInterFest, ou « Festival international de théâtre des petites scènes » (en serbe : Međunarodni pozorišni festival malih scena), ainsi nommés en l'honneur du dramaturge. Tous les 15 février, il organise le Teatar dan, le « Jour du théâtre », manifestation au cours de laquelle il décerne deux récompenses aux plus éminentes personnalités du théâtre serbe, dramaturges, acteurs, metteurs en scènes, scénographes, compositeurs etc. : la Statuette de Joakim Vujić (en serbe : Statueta Joakim Vujić) et l'anneau avec la figure de Joakim Vujić (Prsten sa likom Joakima Vujića).